# 唐盛 (洪武進士)
唐盛，福建侯官县人，明朝政治人物、進士出身。

## 生平
洪武十八年，登二甲第一百零一名進士。官至大理寺左少卿。